# 蘇寧易購
蘇寧易購（スニン・コム、中: 苏宁易购集团股份有限公司、英: Suning.com Co., Ltd.）は、中華人民共和国の家電機器などを中心に販売する小売販売会社である。
1990年に蘇寧電器として創業し、事業の多角化に伴い2013年に蘇寧雲商、2018年2月からは蘇寧易購に社名を変更している。社名に含まれる「蘇寧」は1号店が南京市の江蘇路と寧海路の間に位置していたことに因んでいる。
中国28省、直轄市、自治区、190の都市に941店舗を有する。「中国企業500強」で59位、「中国民営500強」で第3位である。日本においては2009年に家電量販店のラオックス（現：ラオックスホールディングス）を買収したことで知られる。

## 歴史
- 1990年、南京寧海路60号にて200㎡のエアコン販売店を開業。中国では家電販売は当時国営企業の独占だった事業のため、話題となる。同年中に自社のアフターサービスセンターを設立。
- 1996年、初めて南京以外の都市（楊州）に出店。これがチェーン展開の始まりとなる。
- 2004年7月21日、深圳証券取引所に創立から史上最短での上場。
- 2005年には2日に1店舗の割合で出店を行い、急成長を遂げている。
- 2009年にはそれまで中国家電量販の首位だった国美電器を抜き、中国家電量販の最大手となった。
- 2016年、イタリアのサッカークラブであるインテルナツィオナーレ・ミラノを買収した[3]。
- 2020年4月に発表された決算において42億7500万元の赤字を計上。上場以来初の通期での赤字に転落した。2017年から2018年にかけて売却したアリババグループの株売却益や、2019年のコンビニエンスストア事業のスピンオフ、傘下の金融会社・蘇寧金服の第三者割当増資による利益計上などにより近年の業績不振にも関わらず、赤字を免れてきたが、事業の切り売りによる利益の確保が困難となってきていることが要因として挙げられる[4]。
- 2020年9月、200億元を戦略投資した恒大集団が資金懸念に陥っている問題で、戦略投資分の支払を求めないことを決定。蘇寧の資金懸念が強まった[5]。
- 2021年6月、北京市第二中級人民法院（中国語版）が、創業者の張近東の保有する蘇寧株5億4000万株を凍結したことが発表される。この時点で蘇寧の株価は6年間で7割を超える下落を見せていた[5]。
- 2021年7月、業績悪化を受けて、張近東らが保有株のうち19.96%を江蘇省人民政府傘下の国有ファンドが立ち上げた基金に売却した。基金は政府系が55%出資し、残りをアリババグループやXiaomi、ハイアール、美的グループなどが引き受けた[6]。同月、張は董事長を退任。7月30日、2016年より蘇寧に出資し、主要株主となっているアリババグループ傘下で大型スーパーマーケットを運営するサンアート・リテール（中国語版）取締役の黄明端が董事長に就任[7]。
- 2024年5月22日、オークツリー・キャピタル・マネジメント（英語版）から受けていた融資を返済できなかったため、インテルナツィオナーレ・ミラノの経営権を失った[8]。